# Isoetes azorica
Isoëtes azorica — вид трав'янистих рослин з родини молодильникові (Isoetaceae), ендемік Азорських островів.

## Опис
Водна рослина. Стебла короткі, з листям у базальній розетці. Листки довгі і вузькі, вони можуть зрости до 40 см в довжину. Спорангії одиночні, розташовані біля основи листя.

## Поширення
Ендемік Азорських островів (острови Корву, Фаял, Флорес, Сан-Жорже, Піку, Терсейра).
Цей вид виростає виключно в постійних або тимчасових кратерних озерах, басейнах і водоймах від 400 до 1000 м. Він пристосований до оліготрофних вод. Його також можна знайти в ставках та озерах з більш високим вмістом поживних речовин та різноманітністю..

## Загрози та охорона
Основні та зростаючі загрози цьому виду рослин походять від поширення інвазивних макрофітів (напр., Sagittaria subulata), забруднення та перенасичення органікою водойм через тваринництво. Подальшими загрозами для виду є випасання пасовищ, риболовля на відпочинку, будівництво доріг, каналізація, модифікація структур внутрішніх водних потоків та інші індуковані людиною зміни гідравлічних умов. 
Цей вид перераховано в Додатку II Директиви про навколишнє середовище й Додатку I до Конвенції про охорону європейської дикої природи та природних середовищ існування (Бернська конвенція). Інша інформація про природоохоронні заходи відсутня, однак рослина присутня в охоронних районах по всьому ареалу.